# HD 136751
HD 136751，又名BD+44 2453，SAO 45497、HR 5716，是一颗恒星，视星等为6.19，位于銀經73.01，銀緯55.55，其B1900.0坐标为赤經15h 17m 14.5s，赤緯+44° 55.55′ 49″。